# 大貴誠
大貴 誠（だいき まこと、1月20日 - ）は、NewOSK日本歌劇団初代トップスター。神奈川県横浜市出身。A型。
2002年に結成された最上級生（当時）の吉津たかしを会長とする「OSK存続の会」において副会長を務め、署名活動などに奮闘する。NewOSK日本歌劇団結成以来、トップスターとして活躍。脚本なども手がけた。

## 略歴・人物
子どもの頃は「ガキ大将」タイプだったという。小中高と水泳に打ち込んでいた。
高校時代に進路で迷い、東宝のオーディションを受け合格し蜷川幸雄の舞台に出演。玉乗りに挑み、帝劇公演の幕開きにスポットライトを浴びる経験をした。宝塚出身の女優・吉川雅恵に「歌劇の方が向いている」と宝塚歌劇団とOSK日本歌劇団を勧められ、「これから面白くなりそう」なOSKを志す。高校の音楽の教師に松竹歌劇団を勧められたこともあった。
1984年、日本歌劇学校入学。59期生。
1986年、OSK日本歌劇団に入団。あやめ池秋季公演『炎の女王 ヒミコへの愛』で初舞台を踏む。
2002年、「OSK存続の会」副会長に就任。OSK存続に尽力する。
2003年、近鉄劇場『熱烈歌劇 re-BIRTH』以来、NewOSKのトップスターとして活躍。
2004年、66年ぶりとなる大阪松竹座での『春のおどり』を復活（大阪松竹座でのOSK公演自体は58年ぶり）。同年10月には正式に「NewOSK日本歌劇団」が発足。
2007年、大阪松竹座『春のおどり』をもって退団。
自らメンテナンスも手掛けるほどの旧車マニアとしても知られ、赤のスバル360スーパーデラックスを購入。芸文社の雑誌ノスタルジックヒーローで「大貴 誠のレディーバードの旅」を連載中。

## 主な舞台

### 退団後の主な舞台
- OSK日本歌劇団 OG公演「Forever Dream」(2025年5月2日・3日、大阪松竹座）[2][3]